# Football Club Fleury 91
O Football Club Fleury 91 é um clube de futebol com sede em Fleury-Mérogis, França. A equipe compete no Championnat de France Amateur.

## História
O clube foi fundado em 1970 e segundo informações do seu site oficial tem 85 títulos no total desde sua fundação. Atualmente sua equipe mais relevante é a feminina, apesar de contar também com um time masculino. Em 2023 o clube fez uma alteração em seu escudo adicionando a sigla CRF muito semelhante ao escudo do Flamengo que por sua vez declarou oficialmente que é conhecido como Flamengo da França e que se inspiram no futebol brasileiro, mas precisamente no Flamengo.  .

## Títulos
- Championnat National 2: 2024-25 (Grupo C)